# Diocesi di Alessio

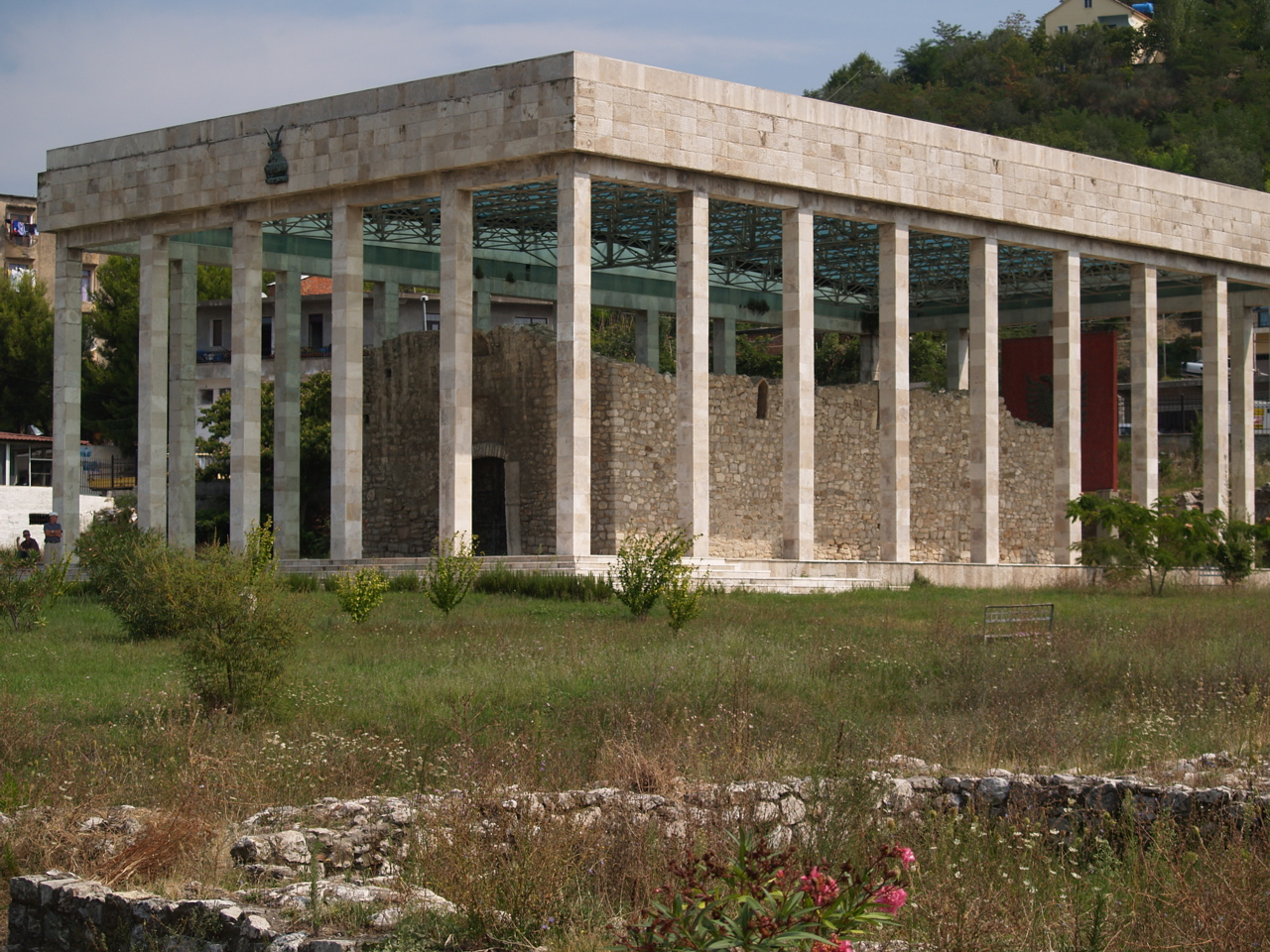
Resti dell'antica cattedrale di San Nicola, che ospita la tomba dell'eroe nazionale albanese, Giorgio Castriota Scanderbeg.

La diocesi di Alessio (in latino Dioecesis Alexiensis) è una sede della Chiesa cattolica in Albania suffraganea dell'arcidiocesi di Scutari-Pult. Nel 2023 contava 88.830 battezzati su 139.200 abitanti. È retta dal vescovo Ottavio Vitale, R.C.I.

## Territorio
La diocesi si estende nella parte settentrionale dell'Albania.
Sede vescovile è la città di Alessio (Lezhë in albanese), dove si trova la cattedrale di San Nicola.
Il territorio si estende su 300 km² ed è suddiviso in 12 parrocchie.

## Storia
Incerte sono le origini della diocesi di Alessio. Tradizionalmente viene attribuito a questa sede il vescovo Valente, che partecipò al concilio di Sardica attorno al 344; Farlati tuttavia assegna questo vescovo alla sede di Esco nella Dacia Ripense. È più probabile che appartenesse alla diocesi di Alessio il vescovo Giovanni, episcopus Lissiensis, che, scacciato dalla sua sede per le incursioni degli Slavi, fu nominato da papa Gregorio I a Squillace. Dopo Giovanni non sono più conosciuti vescovi in questa fase della storia della diocesi.
Gli scavi archeologici hanno portato alla luce costruzioni paleocristiane sia dentro sia fuori le mura: ambienti delle antiche terme trasformate in basilica cristiana nella prima metà del V secolo; resti della chiesa di San Giorgio della seconda metà dello stesso secolo; scavi sotto la chiesa di San Nicola con i resti di una basilica protobizantina. Inoltre un'iscrizione latina ricorda San Mena martire, documentato anche da un'ampolla del VI secolo.
In epoca bizantina, la diocesi di Alessio è attestata nelle Notitiae Episcopatuum del patriarcato di Costantinopoli, dall'inizio del IX secolo fino al XII secolo; nelle Notitiae la diocesi di Έλισσός (Elissos) è annoverata tra le suffraganee dell'arcidiocesi di Durazzo, assieme alle diocesi di Stefaniaco, Cunavia e Croia. Del periodo bizantino tuttavia non si conosce nessun vescovo.
Dopo lo scisma del 1054 e la separazione delle Chiese dipendenti da Roma da quelle sottomesse al patriarcato di Costantinopoli, papa Clemente III, nel 1089, sottopose le diocesi dell'Albania settentrionale, e cioè Dulcigno, Suacia, Scutari, Drivasto e Pult, alla sede metropolitana di Doclea, già in precedenza trasferita ad Antivari. In questo atto non si fa menzione della diocesi di Alessio.
Solo nel XIV secolo, con la fine della presenza bizantina e l'inizio di quella veneziana, fu restaurata la sede di Alessio, che ebbe nuovamente una successione regolare di vescovi latini, il primo dei quali è Giacomo, documentato nel 1357. Nelle Provinciales del XIV e XV secolo, la diocesi è compresa sia nella provincia ecclesiastica dell'arcidiocesi di Durazzo che in quella di Antivari. Nel 1453 fu iniziata la costruzione della cattedrale di San Nicola, dove volle essere sepolto l'eroe nazionale albanese, Giorgio Castriota Scanderbeg.
A partire dagli inizi del XVI secolo, la regione fu occupata dagli Ottomani, che convertirono tre delle cinque chiese di Alessio in moschee, ma abbandonarono la cattedrale perché tre dervisci vi commisero suicidio gettandosi da una torre. Inoltre, un accordo con i Veneziani nel 1506, garantì il mantenimento della diocesi. Contestualmente all'occupazione turca, furono soppresse diverse diocesi latine della regione, tra cui quella di Croia, il cui territorio, in parte, fu annesso a quello di Alessio. L'occupazione portò anche gravi conseguenze per la gerarchia ecclesiastica: nel 1478 il vescovo dovette abbandonare Alessio e porre la sua residenza a Kallmet; spesso i vescovi non potevano nemmeno risiedere in diocesi, la quale, nelle fonti curiali romane, è denominata titularis ecclesia in partibus infidelium; indizio di questa situazione precaria è la nomina di ben 18 vescovi per il solo XVI secolo; proprio Roma dovette spesso richiamare i vescovi sull'obbligo di risiedere in diocesi, dove ancora numerosi erano il clero e i fedeli cattolici.
Consistente era la presenza dei Francescani. A loro appartenevano diversi monasteri, l'ultimo dei quali, ancora attivo all'inizio del XX secolo, era quello dedicato a Sant'Antonio di Padova, che fu meta di un importante pellegrinaggio compiuto nel giorno della sua festa (13 giugno) e che, secondo la tradizione, era stato fondato dallo stesso santo. Proprio dai Francescani, all'inizio del XVII secolo, il vescovo Benedetto Orsini (1621-1654) poté comprare un palazzo come residenza vescovile, poiché il precedente era stato occupato dai Turchi.
Si deve allo stesso vescovo Benedetto Orsini una dettagliata relazione sullo stato della diocesi nella prima metà del XVII secolo, con un elenco delle chiese e dei villaggi che vi facevano parte. Sempre all'epoca di questo vescovo furono risolti alcuni contenziosi circa la delimitazione dei confini con le vicine diocesi di Arbano e di Sapë.
Nel 1692 sono segnalati circa 15.000 fedeli distribuiti in circa 30 parrocchie; nel 1785 il numero dei fedeli censiti è di 19.404.
La diocesi fu suffraganea dell'arcidiocesi di Antivari fino al 1886, quando entrò a far parte della provincia ecclesiastica di Scutari. Nell'Ottocento il vescovo risiedeva abitualmente a Kallmet. Il 25 dicembre 1888 cedette una porzione di territorio a vantaggio dell'erezione dell'abbazia nullius di Sant'Alessandro dei Mirditi di Orosh.
Durante l'epoca dell'ateismo di stato, la diocesi di Alessio fu sede vacante dal 1948 al 2005: nel 1948 il vescovo Frano Gjini fu condannato a morte per la sua fedeltà al cristianesimo; è stato beatificato il 5 novembre 2016. Dal 2000 era stato nominato un amministratore apostolico per ripristinare la diocesi.
Almeno dal 1621 è segnalata come cattedrale la chiesa dedicata alla Vergine Maria, in sostituzione di quella di San Nicola. Il 28 ottobre 2007 il cardinale Giovanni Battista Re ha consacrato la nuova cattedrale, che ha ripreso il nome antico.

## Cronotassi dei vescovi
Si omettono i periodi di sede vacante non superiori ai 2 anni o non storicamente accertati.
Per i secoli XIII e XIV, Eubel attesta una duplice serie di vescovi legati a questa diocesi: la sede Alexiensis e quella Lissaniensis, Lisiensis o Lixiensis. La seguente cronotassi, per i secoli indicati, riporta la prima serie di vescovi.
- Valente ? † (menzionato nel 344 circa)
- Giovanni † (? - 592 nominato vescovo di Squillace)
- Giacomo † (7 gennaio 1357 - ?)
- Dionigi †
- Domenico Progoni † (21 novembre 1369 - dopo il 1372[17])
- Gregorio da Venezia, O.P. ? † (menzionato 1385)[18]
- Pietro †
- Francesco di Pietro, O.Cist. † (7 settembre 1394 - dopo giugno 1395[19] dimesso)
- Andrea de Rhegino, O.P. ? † (? - 6 ottobre 1397 deceduto)[20]
- Nicola di Albania, O.P. ? † (6 luglio 1410 - ?)[20]
- Andrea Sume † (5 ottobre 1405 - 10 maggio 1426 nominato vescovo di Albania)
- Pietro Sarda, O.F.M. † (27 novembre 1427 - dopo il 1438 deceduto)
- Pietro Domgion † (5 settembre 1459 - ? deceduto)
- Vito Jonyma † (28 gennaio 1474 - ? deceduto)
- Pietro Malcasi † (27 luglio 1478 - ?)
- Pietro † (12 settembre 1485 - ?)
- Francesco Conti, O.P. † (15 luglio 1504 - ? deceduto)
- Giorgio Negri † (23 febbraio 1509 - circa 1512 deceduto)
- Michele di Natera, O.P. † (9 maggio 1513 - 1513 deceduto)
- Nicola Dabri † (26 dicembre 1513 - ? deceduto)
- Nicola Modulo † (17 giugno 1517 - ? deceduto)
- Pedro Gil, O.S.Jo.Hier. † (1518 ? - 1518 deceduto)
- Bernardino (Giovanni) Gionema, O.F.M. † (17 maggio 1518 - ? deceduto)
- Fernando de Rosas, O. de M. † (19 novembre 1519 - ?)
- Nicola Naule † (? - circa 1525 deceduto)
- Gionj Stymaj † (19 novembre 1525 - ?)
- Antonio de Nigris † (24 maggio 1529 - 8 novembre 1535 dimesso)
- Guillaume de Furby, O.Carm. † (8 novembre 1535 - dopo il 1556 deceduto)
- Nicolas Gérin, O.Cist. † (23 marzo 1558 - circa 1559 deceduto)[21]
- Antonio de Nigris † (circa 1559 - ? deceduto) (per la seconda volta)
- Giovanni Crassinga † (29 giugno 1560 - 1575 dimesso)
- Teodoro Calumpsi † (26 ottobre 1575 - circa 1578 deceduto)
- Marino Braiano, O.F.M. † (15 ottobre 1578 - ? dimesso)
- Innocenzo Stoicino, O.S.B. † (12 agosto 1596 - 25 ottobre 1620 deceduto)
- Benedetto Orsini, O.F.M. † (21 giugno 1621 - circa 1654 deceduto)
- Giorgio Vladagni † (6 marzo 1656 - dicembre 1689 deceduto)
- Nicola Vladagni † (15 ottobre 1692 - dopo il 1705)
- Giovanni Galata † (15 novembre 1728 - 26 gennaio 1739 nominato vescovo di Durazzo)
- Simone Negri † (23 febbraio 1739 - prima del 13 maggio 1748 deceduto)
- Paolo Campsi † (16 settembre 1748 - prima dell'11 agosto 1750 deceduto)
- Antonio de Alessio, O.F.M.Obs. † (16 novembre 1750 - 15 agosto 1765 deceduto)
- Giorgio Giunchi † (9 dicembre 1765 - 24 luglio 1786 nominato arcivescovo di Antivari)
- Michele Criesesi † (24 luglio 1786 - 2 febbraio 1797 deceduto)
- Nicola Malci † (24 luglio 1797 - 12 ottobre 1825 deceduto)
- Gabriele Barissich Bosniese, O.F.M.Obs. † (19 settembre 1826 - 3 gennaio 1841 deceduto)
- Giovanni Topić, O.F.M.Obs. † (12 gennaio 1842 - 27 settembre 1853 nominato vescovo di Scutari)
- Luigi Ciurcia, O.F.M.Obs. † (27 settembre 1853 - 4 giugno 1858 nominato vescovo coadiutore di Scutari[22])
- Paolo Dodmassei † (1º giugno 1858 - 27 settembre 1868 deceduto)
- Franciszek Malczyński † (24 maggio 1870 - 21 aprile 1908 deceduto)
- Leonardo Stephano Deda, O.F.M. † (21 aprile 1908 succeduto - 8 ottobre 1910 deceduto)
- Luigj Bumci † (18 settembre 1911 - 1º settembre 1943 dimesso)
  - Sede vacante (1943-1946)
- Beato Frano Gjini † (4 gennaio 1946 - 8 marzo 1948 deceduto)
  - Sede vacante (1948-2005)
- Ottavio Vitale, R.C.I., dal 23 novembre 2005[23]

## Statistiche
La diocesi nel 2023 su una popolazione di 139.200 persone contava 88.830 battezzati, corrispondenti al 63,8% del totale.
| anno | popolazione | popolazione | popolazione | presbiteri | presbiteri | presbiteri | presbiteri                | diaconi | religiosi | religiosi | parrocchie |
| anno | battezzati  | totale      | %           | numero     | secolari   | regolari   | battezzati per presbitero | diaconi | uomini    | donne     | parrocchie |
| ---- | ----------- | ----------- | ----------- | ---------- | ---------- | ---------- | ------------------------- | ------- | --------- | --------- | ---------- |
| 1970 | 12.033      | ?           | ?           | 9          | 7          | 2          | 1.337                     |         |           |           | 12         |
| 1999 | 55.000      | 66.000      | 83,3        | 7          | 2          | 5          | 7.857                     |         | 8         | 19        | 11         |
| 2000 | 60.000      | 70.000      | 85,7        | 7          | 1          | 6          | 8.571                     |         | 11        | 6         | 11         |
| 2001 | 80.000      | 100.000     | 80,0        | 11         | 4          | 7          | 7.272                     |         | 12        | 8         | 9          |
| 2002 | 85.000      | 120.000     | 70,8        | 12         | 4          | 8          | 7.083                     |         | 16        | 9         | 15         |
| 2003 | 85.000      | 120.000     | 70,8        | 12         | 4          | 8          | 7.083                     |         | 15        | 9         | 14         |
| 2004 | 85.000      | 120.000     | 70,8        | 13         | 4          | 9          | 6.538                     |         | 11        | 13        | 13         |
| 2005 | 85.000      | 120.000     | 70,8        | 11         | 3          | 8          | 7.727                     |         | 10        | 35        | 13         |
| 2007 | 86.000      | 121.700     | 70,6        | 12         | 3          | 9          | 7.166                     |         | 11        | 48        | 13         |
| 2013 | 86.300      | 121.700     | 70,9        | 22         | 5          | 17         | 3.922                     |         | 20        | 48        | 12         |
| 2016 | 86.300      | 121.700     | 70,9        | 18         | 4          | 14         | 4.794                     |         | 20        | 54        | 12         |
| 2019 | 89.900      | 129.864     | 69,2        | 22         | 13         | 9          | 4.086                     |         | 14        | 52        | 12         |
| 2021 | 90.000      | 140.000     | 64,3        | 16         | 8          | 8          | 5.625                     |         | 9         | 45        | 12         |
| 2023 | 88.830      | 139.200     | 63,8        | 21         | 15         | 6          | 4.230                     |         | 6         | 42        | 12         |